# Бой под Цеплинами
Бой под Цеплинами — одно из сражений Январского восстания, произошедшее 29 января (10 февраля) 1863 года между польскими мятежниками и русскими регулярными войсками.

## Предыстория
27 января (8 февраля) 1863 года 26-летний Казимир Мелецкий принял командование над отрядом численностью до 500 человек, собранным Витольдом Улатовским (1837 — 1863)  у деревни Коваль в окрестностях Пшедеча. На следующий день восставшие обезоружили немногочисленную охрану — 10 солдат и подофицера 12-й роты Олонецкого полка и разграбили несколько складов регулярных войск с оружием и боеприпасами в самом городе, а всё, что не успели или не смогли забрать с собой, уничтожили. Затем повстанцы вместе с пленными двинулись на юго-запад в направлении деревни Катажина.
Ещё 27 января (8 февраля), узнав о концентрации в окрестностях деревни Коваль повстанческих формирований, против них из Влоцлавека выступил отряд майора Нелидова в составе, по польским данным, 7-й и 8-й рот Олонецкого полка и 40 казаков из 31-го Донского казачьего полка, оказавшись днем 28 января (9 февраля) у деревни Коваль, Нелидов никого там не обнаружил, однако получил донесение, что мятежники напали на военные склады в Пшедиче и выслал в сторону населенного пункта для разведки поручика Туртулевича с 30 солдатами, а сам направился в сторону местечка Ходеч, в которое вступил вечером и остановился на отдых.
В то же самое время Мелецкий от сочувствующих восставшим местных жителей также получил информацию, что по его следам идет отряд русских войск. После чего, по польским данным, отпустил военнопленных и двинулся на запад к местечку Брдув, к вечеру оказавшись в лесу, в четырехугольнике между населенными пунктами: Цеплины (к западу), Стыпин (к востоку), Люцинов (к северу) и Нова-Весь (к югу), где и расположил свой лагерь.
Между тем, на рассвете 29 января (10 февраля) 1863 Нелидов выступил из Ходеча и днем оказался в деревне Жарова. Узнав о передвижениях русских на незначительном отдалении от повстанческого лагеря, Мелецкий приказал спешно снимать лагерь и двигаться на запад к Цеплинам, тем не менее, из-за некоторого промедления вскоре мятежники оказались зажаты в лесу между деревнями Цеплины и Жарово, в которой уже находились русские. В этих условиях около 12 часов утра 29 января (10 февраля) 1863 Мелецкий был вынужден принять бой.

## Бой
В отряде Мелецкого на 500 человек имелось лишь 60 ружей (в их числе 11 штуцеров), поэтому силы были изначально неравными. Помимо Мелецкого командование отрядом осуществляли Витольд Улатовский и Войцех Пени́жек. Узнав о приближении русских, Мелецкий, решив организовать засаду, разделил свой отряд на 4 роты — 2 стрелецкие по 30 человек и 2 косиньерские по 200 человек (среди них было около 50 подростков 14 — 16 лет) и расположил их в лесу вдоль дороги. В первых рядах стояли стрелки, за ними косиньеры. Тем не менее, прибывшие вскоре к месту боя российские войска заметили спрятавшихся в лесу мятежников и с расстояния в 80 — 100 шагов открыли по ним оружейный огонь. Повстанцы, понеся первые потери, открыли ответный огонь по русским, завязав ожесточенную перестрелку.
Вскоре Нелидов решив выманить противника из леса и приказал 7-й пехотной роте стать на опушке, а 8-й сделать вид смятения и начать, якобы, отходить. Уловка сработала и группа косиньеров пошла в атаку на «убегающих» русских, с криками выбежав из леса. Однако через несколько десятков метров повстанцы, напоровшись на град пуль 7-й роты и оказавшись в полуокружении, стали в панике разбегаться. Чтобы спасти свое подразделение от полного разгрома, Мелецкий применил на левом фланге свой последний резерв — несколько десятков кавалеристов пошли в атаку на русские войска, вступив в бой с казаками Нелидова. Атака поляков захлебнулась, однако это отвлекло часть русской пехоты, дав попавшим в полуокружение косиньерам выйти из него и начать отступление. Нелидов же, в свою очередь. не решаясь углубляться в лес, не стал преследовать отступивших мятежников, чем упустил возможность полностью разгромить их подразделение.

## Последствия
В бою мятежники, по польским данным, потеряли 18 человек убитыми, около 40 ранеными и 4 пленными, кроме того, 12 лошадей, 2 обоза, около 200 единиц холодного и 15 единиц огнестрельного оружия. Тем не менее, Казимир Мелецкий с остатками отряда организованно сумел отойти на юг в Любостовский лес. За неделю восстановив силы, уже 8 (20) февраля 1863 года с отрядом из 400 бойцов Мелецкий соединился у деревни Троячек с остатками разбитого накануне в Кшивошондзком лесу отряда генерала Людвика Мерославского и принял участие в первом сражении под Новой-Весью.
Русские войска потеряли в бою, по польским данным, 17 человек убитыми и более 60 ранеными. Нелидов же в своем рапорте оценил потери своего подразделения в 3 убитых (в том числе один офицер младшего звена) и 13 раненых, из которых 1 казак позже умер от ран, а потери противника до 160 человек убитыми, ранеными и пленными. Однако польский историк Славомир Калембка отмечает, что, вероятнее всего, Нелидов занизил реальное число санитарных потерь своего подразделения по меньшей мере в два-три раза и что именно большее число раненых среди нижних чинов в конечном итоге и помешало ему преследовать отступившего Мелецкого.